# Antocha gracillima
Antocha gracillima är en tvåvingeart som beskrevs av Alexander 1924. Antocha gracillima ingår i släktet Antocha och familjen småharkrankar. Inga underarter finns listade i Catalogue of Life.